# Ожина борозниста
Ожина борозниста, ожина борозенчаста (Rubus sulcatus) — вид квіткових рослин із родини трояндових (Rosaceae).

## Біоморфологічна характеристика
Це сильний листопадний кущ до 3 метрів заввишки, що утворює щороку скупчення вигнутих до дугоподібних, колючих дворічних борознисто-кутастих стебел від дерев'янистого кореневища. Стебла дають листки лише в перший рік, дають квіткові гілки на другий рік, а потім відмирають після плодоношення. Колючки розсіяні, загнуті. Листки зелені, зверху розсіяно-волосисті, знизу досить густо запушені, краї правильно зубчасті. Суцвіття 6–12-квіткові. Пелюстки білі або злегка рожеві, великі. Плоди злегка червонувато чорні. 2n = 28. Період цвітіння: червень і липень.

## Ареал
Зростає у західній частині Європи (Австрія, Бельгія, Боснія і Герцеговина, Англія, Уельс, Данія, Італія, Литва, Люксембург, Німеччина, Нідерланди, Норвегія, Польща, Румунія, Сербія, Словаччина, Словенія, зх. Україна, Угорщина, Франція, Хорватія, Чехія, Швейцарія, Швеція).
Населяє світлі ліси, поляни й узлісся, рови, чагарники, живоплоти тощо.
В Україні вид зростає в лісах і чагарниках — на Закарпатті, зрідка.

## Використання
Плоди вживаються сирими чи приготованими. Медичні застосування невідомі. Має хорошу цінність проти ерозії. Утворюючи великі й майже непрохідні зарості, може забезпечити чудове прикриття для дикої природи, а також місця гніздування дрібних птахів. З плодів отримують барвник від пурпурного до тьмяно-синього.